# Griekse jeneverbes
De Griekse jeneverbes (Juniperus excelsa) is een conifeer uit de cipresfamilie (Cupressaceae). De wetenschappelijke naam van de soort werd gepubliceerd door Friedrich von Bieberstein in 1800.

## Verspreiding
De Griekse jeneverbes komt voor op de Balkan, de Krim, Klein-Azië, de Kaukasus, delen van Centraal-Azië, de Levant, Oman en de Indiase deelstaat Jammu en Kasjmir. De soort heeft een voorkeur voor mediterraan struikgewas, loofbos, naaldbos, bergsteppen, puinhellingen en morenes. Komt voor op hoogten tussen (100-)500 en 3.000(-3.950) meter boven zeeniveau.
... · 
J. brevifolia · 
J. californica · 
J. cedrus · 
J. chinensis (Chinese jeneverbes) · 
J. communis (jeneverbes) · 
J. excelsa (Griekse jeneverbes) · 
J. oxycedrus (stekelige jeneverbes) · 
J. phoenicea · 
J. recurva · 
J. rigida (heilige jeneverbes) · 
J. turbinata · 
...